# Liste der Baudenkmäler in Rimbach (Oberpfalz)

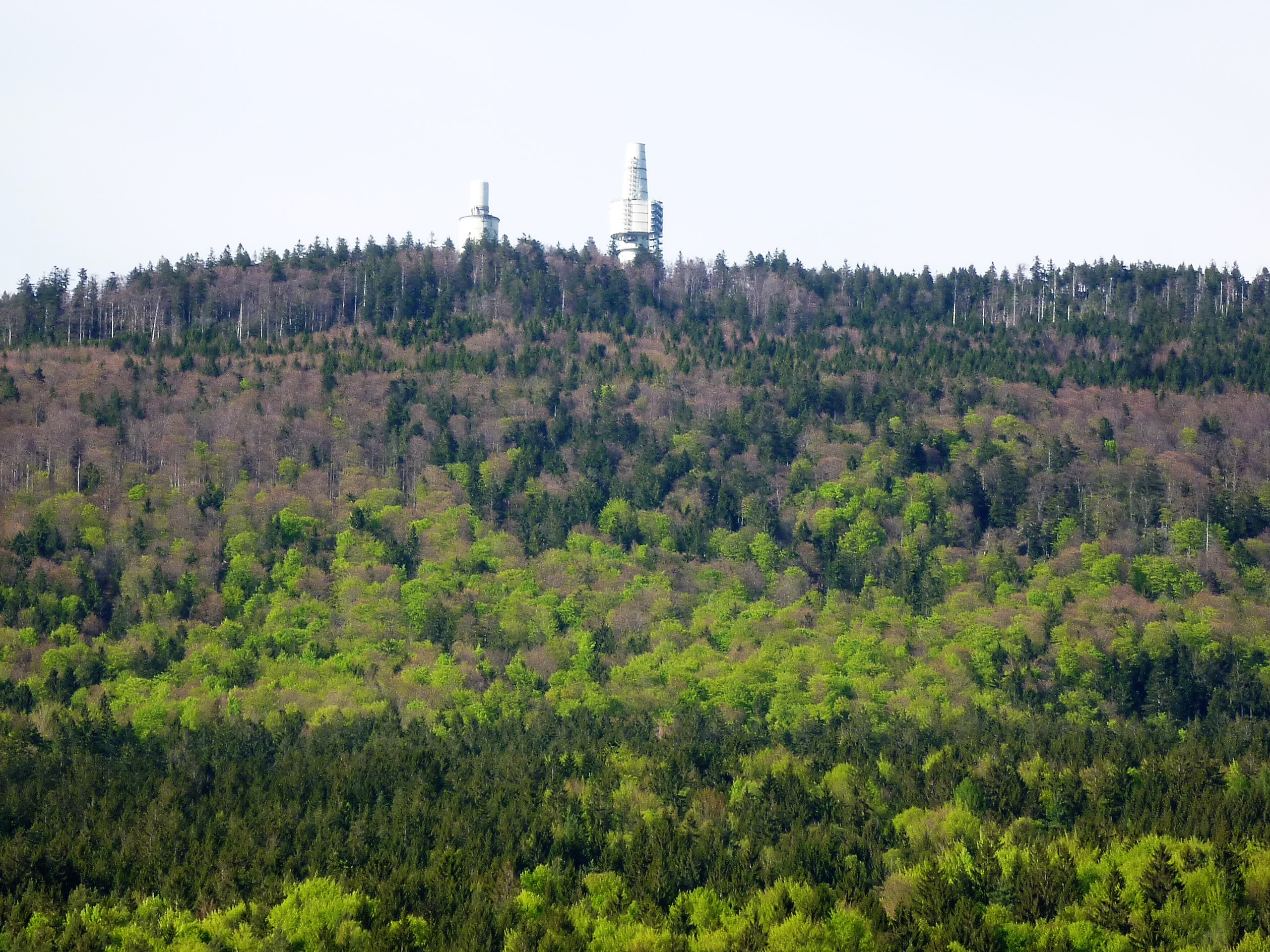
Aufklärungstürme auf dem Hohen Bogen

Auf dieser Seite sind die Baudenkmäler in der Oberpfälzer Gemeinde Rimbach zusammengestellt. Diese Tabelle ist eine Teilliste der Liste der Baudenkmäler in Bayern. Grundlage ist die Bayerische Denkmalliste, die auf Basis des Bayerischen Denkmalschutzgesetzes vom 1. Oktober 1973 erstmals erstellt wurde und seither durch das Bayerische Landesamt für Denkmalpflege geführt wird. Die folgenden Angaben ersetzen nicht die rechtsverbindliche Auskunft der Denkmalschutzbehörde.

## Baudenkmäler nach Ortsteilen

### Rimbach
| Lage                                        | Objekt                              | Beschreibung | Akten-Nr.     | Bild |
| ------------------------------------------- | ----------------------------------- | --- | ------------- | ---- |
| Dorfstraße 14; Dorfstraße 8 (Standort)      | Katholische Pfarrkirche St. Michael | Saalbau mit Satteldach und Fassadenturm mit Zwiebelhaube, 1719, anstelle des Chores Anbau von 1972, mit Ausstattung; Seelenkapelle, giebelständiger Satteldachbau mit verschindeltem Dachreiter, frühes 18. Jahrhundert; mit Ausstattung; Friedhofsmauer, Granitbruchstein, 18. Jahrhundert | D-3-72-151-2  | BW   |
| Nähe GVStraße Rimbach-Thürnhofen (Standort) | Wegkapelle                          | Giebelständiger Satteldachbau mit Dachreiter, verschalte Ständerkonstruktion, 1836 | D-3-72-151-10 | BW   |
| Schulstraße 6 (Standort)                    | Wohnteil eines Waldlerhauses        | Eingeschossiger und traufständiger Blockbau mit Flachsatteldach, Kniestock und Schroten, 18./19. Jahrhundert | D-3-72-151-5  | BW   |

### Hoher Bogen
| Lage                          | Objekt           | Beschreibung | Akten-Nr.     | Bild             |
| ----------------------------- | ---------------- | --- | ------------- | ---------------- |
| Am Schwarzriegel 3 (Standort) | Abhörturm        | Abhörturm des ehemaligen Fernmeldesektors F der Bundeswehr, 75 Meter hoher Turm aus Stahl und Beton mit 16 sich nach oben hin verjüngenden Geschossen und einem Turmkorb in Höhe der Geschosse 9 bis 11, 1964–67 | D-3-72-151-11 | weitere Bilder   |
| Hoher Bogen 2 (Standort)      | Forstdiensthütte | Eingeschossiger und verschindelter Blockbau mit Flachsatteldach und Giebelschroten, um 1860 (nach Schild am Haus: 1846)                                                                                          | D-3-72-151-12 | Forstdiensthütte |

### Lichteneck
| Lage                  | Objekt               | Beschreibung                                                                            | Akten-Nr.    | Bild           |
| --------------------- | -------------------- | --------------------------------------------------------------------------------------- | ------------ | -------------- |
| Schloßberg (Standort) | Burgruine Lichteneck | Runder Bergfried und Reste des Wohnbaus, Granitbruchstein, 14. Jahrhundert bzw. um 1300 | D-3-72-151-7 | weitere Bilder |

### Offersdorf
| Lage                   | Objekt  | Beschreibung                                        | Akten-Nr.    | Bild |
| ---------------------- | ------- | --------------------------------------------------- | ------------ | ---- |
| Götzelhof 5 (Standort) | Kapelle | Satteldachbau, bezeichnet mit 1703, mit Ausstattung | D-3-72-151-8 | BW   |

## Ehemalige Baudenkmäler
In diesem Abschnitt sind Objekte aufgeführt, die früher einmal in der Denkmalliste eingetragen waren, jetzt aber nicht mehr. Objekte, die in anderem Zusammenhang also z. B. als Teil eines Baudenkmals weiter eingetragen sind, sollen hier nicht aufgeführt werden. Aktennummern in diesem Abschnitt sind ehemalige, jetzt nicht mehr gültige Aktennummern.

| Lage                         | Objekt      | Beschreibung                                                                                     | Akten-Nr.    | Bild |
| ---------------------------- | ----------- | ------------------------------------------------------------------------------------------------ | ------------ | ---- |
| Haidsteiner Weg 1 (Standort) | Waldlerhaus | Eingeschossiger Flachsatteldachbau mit Blockbau-Kniestock und Giebelschrot, Ende 18. Jahrhundert | D-3-72-151-3 | BW   |